# Tudor Henrik richmondi herceg
Henry FitzRoy (Blackmore, 1519. június 15. – 1536. július 23.)

## Élete
VIII. Henrik angol király törvénytelen fia egyik udvarhölgyétől, Lady Elizabeth (Bessie) Blounttól. A kisfiú, akit Henrik felesége, Aragóniai Katalin angol királyné nem tudott megadni férjének, 1519. június 15-én született az Essex megyei Blackmore városka Szent Lawrence nevű zárdájában, ahová az uralkodó azért küldte várandós szeretőjét, hogy minél jobban elzárja őt a külvilágtól, és megkímélje a királyi udvar tagjainak csípős megjegyzéseitől.
Henriknek jobb keze, Thomas Wolsey kancellár-bíboros számolt be arról, hogy a király egyik ágyasa, a férjezett Lady Blount gyermeket vár őfelségétől. Henrik nagyon örült a hírnek, mivel hitvese, Katalin tízévnyi házasság után sem tudta őt trónörökössel megajándékozni, így hát az volt a király terve, hogyha Bessie fiút szül neki, akkor a bíboros segítségével igyekszik majd törvényesíteni balkézről született fiát, hogy egy nap a gyermek örökölhesse apja birodalmát, tanácsadója azonban, akit Henrik a fiú keresztapjává nevezett ki, figyelmeztette őfelségét, hogy ezzel a rendkívül nagy horderejű politikai és dinasztikus döntéssel magára haragíthatja egész népét, és a saját családját is, nem beszélve a külföldi királyokról és hercegekről, akik nem szívesen látnának a jövőben egy fattyút Anglia trónján.
Wolsey azt mondta királyának, hogy Anglia népe rossz néven venné, ha Henrik egyik napról a másikra semmibe venné törvényes leányát, Mária hercegnőt, akit Katalin szült férjének, ugyanis amíg a királyné nem ad életet egy fiúgyermeknek, addig Mária az egyedüli trónörökös, Henrik azonban rettegett attól, ha házassága nem eredményez fiú trónörököst az országnak, akkor a Tudor-ház férfiága vele kihalna, pedig a dinasztia akkoriban még csak 1485 óta, azaz 34 éve volt hatalmon Angliában.
A fiú születése után a király tekintélyes évjáradékot, földeket és rangot adományozott szeretője férjének, cserébe azért, hogy némileg kompenzálja ezzel a megcsalt hitves családja nevén esett szégyenfoltot, ugyanis amikor az asszony férje tudomást szerzett felesége viszonyáról a királlyal, zárdába akarta záratni hűtlen házastársát, amit Henrik akadályozott meg. A király hivatalnokai, az ország főnemesei és a főpapság tagjai inkább láttak volna egy nőt Anglia trónján Mária személyében, semhogy az uralkodó házasságon kívüli fiát fogadják el királyuknak, ám Wolsey Henrik parancsára arról igyekezett meggyőzni őket, hogy az angol történelem tele van azoknak a királyoknak a rossz példájával, akik leányukra akarták hagyni koronájukat. (Lásd Matildát, I. Henrik angol király leányát.)
A király 1525. június 18-án, az egész világ előtt szerette volna elismertetni fiát, s annak későbbi, trónhoz való jogát is, ezért hivatalosan is kinevezte a gyermeket Nottingham grófjává és Richmond és Somerset hercegévé, amit Katalin igen sértő és megalázó lépésnek talált férje részéről, mivel ezzel a ceremóniával lányuk, az akkor 9 éves Mária eggyel hátrébb csúszott a trónöröklési sorban. Katalin mindig is büszke volt előkelő, királyi származására, ugyanis szülei nem mások voltak, mint I. Izabella kasztíliai királynő és II. Ferdinánd aragóniai király, Spanyolország ura és úrnője, ezért rendkívül érzékenyen érintette, hogy egy egyszerű udvarhölgy fattya megelőzheti saját leányát az utódlási sorban.
Henrik, miután elindította az eljárást válása kieszközöléséhez Katalinnal, előnyös házasságot tervezett fia számára, ezért még az is megfordult a fejében, hogy leányát, Máriát adja hozzá Henry FitzRoy-hoz, hogy Henrik halála után a fiú trónigényét még inkább megerősítse ezáltal, ám a herceg végül mással kötött házasságot: Mary Howard kisasszonnyal. A lány apja Thomas Howard volt, Norfolk 3. hercege, aki rokonságban állt Henrik második feleségének családjával, a Boleynekkel. Az esküvőre 1533. november 28-án került sor, a jegyesek mindketten 14 évesek voltak ekkor, frigyük azonban nem tartott sokáig, mivel az ifjú férj három évvel később, 17 éves korában váratlanul elhunyt, 1536. július 23-án, a Szent James palotában. Halála oka valószínű, hogy tüdőbaj lehetett, ami ironikus, mivel 17 év múlva ugyanez okozta Henrik törvényes fiának, Edward hercegnek halálát is.
1536-ban történt az is, hogy miután Henrik második feleségét, Boleyn Annát kivégezték májusban, közös lányuk, Erzsébet hercegnő minden jogát elvesztette a trónhoz, mivel apja kizárta az utódlásból, s törvénytelen gyermeknek nyilvánította. (A Katalintól való válása után Mária hercegnő is fattyúnak számított egész addig, amíg a király 1542-ben hivatalosan is vissza nem helyezte őt és Erzsébetet az öröklési rendbe az akkori királyné, Parr Katalin nyomásának engedve. Onnantól kezdve Edward természetesen megmaradt az utódlás első helyén, ám Henrik végrendeletében kikötötte, ha fia gyermektelenül hal meg, akkor a korona Máriáé lesz, s ha neki sem születik örököse, akkor őt Erzsébet követi a trónon.)
A sors iróniája, hogy egy évvel Henry FitzRoy halála után, amikor az idősödő király már nem is remélte, hogy törvényes fia fog születni, harmadik felesége, Jane Seymour végre fiúgyermekkel ajándékozta meg, ám az asszony 12 nappal a szülés után meghalt, gyermekágyi láz következtében. Henry özvegye, Mary hercegné 1557. december 7-én halt meg, 38 éves korában, s nem ment férjhez FitzRoy halála után. Nem született közös gyermekük a herceggel. Henry anyja, Bessie Blount 1539-ben, szintén fiatalon, a harmincas évei közepén hunyt el.
Összesen kétszer ment férjhez, először Gilbert Talboys-hoz, Talboys és Kyme 1. bárójához, akitől egy lánya (Elizabeth) és két fia (George, Robert) született, s aki 1530 áprilisában özvegyen hagyta hitvesét. (George és Robert nevű fiai 17 és 18 éves korukban meghaltak.)Második hitvese Edward Clinton volt, Lincoln 1. grófja, akinek három lányt szült (Bridget, Katherine, Margaret). A gróf túlélte hitvesét, és 1584. januárjában hunyt el. Elizabeth elvesztése után kétszer is újranősült: Ursula Stourton-tól 6 gyermeke lett, Elizabeth FitzGerald-tól azonban már nem születtek gyermekei.